# 林浩坤
林浩坤（1953年2月—），男性，汉族，中共党员，广东佛山人，中华人民共和国政治人物。曾任中共佛山市委书记、广东省国土资源厅厅长、中共广东省纪委副书记、省监察厅厅长等职务。

## 生平
林浩坤生于今广东省佛山市南海區獅山鎮，长期在家乡佛山任职，1974年参加工作并加入中共，出任南海县官窯公社党委副书记、兼任公社革命委员会副主任，随即于1976年转任中国共青团佛山地区委员会副书记，1979年以后，先后担任官窑、松岗公社党委书记:1260，并于1984年3月出任中共南海县委常委，1991年3月升任中共南海县（南海市）委副书记，随即兼任同县县长:645-647,714，1993年4月再升任南海市委书记:648，并于当年6月升任中共佛山市委常委；主政南海县期间，因政績突出，林氏曾於1995年獲得中共中央組織部表彰為「全國優秀縣委書記」。1997年4月，升任中共佛山市委书记。
2002年9月，林浩坤调离佛山，来到广州，出任广东省国土资源厅厅长；2007年4月，转任广东省监察厅厅长，同时兼任中共广东省纪委副书记。2013年，出任广东省第十二届人大常委会委员、内务司法委员会主任委员，直到2017年1月退休。